# Championnats d'Afrique de natation 2010
Navigation
Johannesbourg 2008 Nairobi 2012
La 10e édition des Championnats d'Afrique de natation se déroule à Casablanca au Maroc du 13 au 19 septembre 2010. 

## Nations participantes
21 nations participent à ces Championnats d'Afrique :
- Afrique du Sud
- Algérie
- Angola
- Bénin
- Cameroun
- République du Congo
- Côte d'Ivoire
- Égypte
- Ghana
- Guinée
- Kenya
- Lesotho
- Libye
- Madagascar
- Maroc
- Maurice
- Namibie
- Niger
- Nigeria
- Sénégal
- Tunisie

## Podiums

### Hommes
| Épreuves               | Or                                                                                          | Argent                                                                                | Bronze                                                                                               |
| Nage libre             | Nage libre                                                                                  | Nage libre                                                                            | Nage libre                                                                                           |
| ---------------------- | ------------------------------------------------------------------------------------------- | ------------------------------------------------------------------------------------- | --- |
| 50 m                   | David Dunford 22 s 69                                                                       | Jason Dunford 22 s 83                                                                 | Werner Bosman 22 s 99                                                                                |
| 100 m                  | Nabil Kebbab 49 s 96                                                                        | Jason Dunford 50 s 39                                                                 | David Dunford 50 s 55                                                                                |
| 200 m                  | Ahmed Mathlouthi 1 min 49 s 90                                                              | Jay-Cee Thomson 1 min 51 s 51                                                         | Mohamed Farhoud 1 min 53 s 14                                                                        |
| 400 m                  | Jay-Cee Thomson 3 min 53 s 12                                                               | Ahmed Mathlouthi 3 min 56 s 15                                                        | Devon Brown 3 min 57 s 64                                                                            |
| 800 m                  | Ahmed Mathlouthi 1 min 49 s 90                                                              | Mohamed Farhoud 8 min 10 s 43                                                         | Devon Brown 8 min 12 s 58                                                                            |
| Dos                    |                                                                                             |                                                                                       | |
| 50 m                   | Darren Murray 26 s 56                                                                       | Garth Tune 27 s 03                                                                    | Mohamed Khaled Hussein 27 s 09                                                                       |
| 100 m                  | Darren Murray 55 s 67                                                                       | Mohamed Khaled Hussein 58 s 09                                                        | Taki Mrabet 58 s 53                                                                                  |
| 200 m                  | Darren Murray 2 min 01 s 44                                                                 | Taki Mrabet 2 min 04 s 93                                                             | Mohamed Khaled Hussein 2 min 05 s 28                                                                 |
| Brasse                 |                                                                                             |                                                                                       | |
| 50 m                   | Nabil Kebbab 28 s 93                                                                        | Sofiane Daid 29 s 16                                                                  | William Diering 29 s 26                                                                              |
| 100 m                  | Nabil Kebbab 1 min 02 s 98                                                                  | William Diering 1 min 03 s 73                                                         | Sofiane Daid 1 min 03 s 73                                                                           |
| 200 m                  | William Diering 2 min 15 s 65                                                               | Sofiane Daid 2 min 16 s 53                                                            | Sherif Madkour 2 min 19 s 25                                                                         |
| Papillon               |                                                                                             |                                                                                       | |
| 50 m                   | Jason Dunford 24 s 09                                                                       | Neil Watson 24 s 40                                                                   | Garth Tune 24 s 41                                                                                   |
| 100 m                  | Jason Dunford 52 s 66                                                                       | Neil Watson 53 s 80                                                                   | Garth Tune 54 s 35                                                                                   |
| 200 m                  | Wesley Gilchrist 2 min 00 s 72                                                              | Marwan Osman 2 min 04 s 08                                                            | Mostafa Atef 2 min 06 s 00                                                                           |
| Quatre nages           |                                                                                             |                                                                                       | |
| 200 m                  | Jay-Cee Thomson 2 min 02 s 95                                                               | Taki Mrabet 2 min 04 s 92                                                             | Wesley Gilchrist 2 min 06 s 73                                                                       |
| 400 m                  | Jay-Cee Thomson 4 min 21 s 06                                                               | Taki Mrabet 4 min 24 s 80                                                             | Devon Brown 4 min 32 s 52                                                                            |
| Relais                 |                                                                                             |                                                                                       | |
| 4 x 100 m nage libre   | Afrique du Sud Jay-Cee Thomson, Wesley Gilchrist, Neil Watson, Werner Bosman 3 min 23 s 99  | Algérie Oussama Sahnoune, Ryad Djendouci, Badis Djendouci, Nabil Kebbab 3 min 24 s 04 | Égypte Ahmed Saaid Abdelrehim, Shehab Younis, Adham Abdelmegid, Mohamed Khaled Hussein 3 min 27 s 40 |
| 4 x 200 m nage libre   | Afrique du Sud Daniel Marais, Jay-Cee Thomson, Devon Brown , Wesley Gilchrist 7 min 29 s 21 | Tunisie Walid Naouar, Taki Mrabet, Talel Mrabet, Ahmed Mathlouthi 7 min 33 s 06       | Algérie Badis Djendouci, Mahrez Mebarek, Naoufel Benabid, Ryad Djendouci 7 min 34 s 65               |
| 4 x 100 m quatre nages | Afrique du Sud Darren Murray, William Diering, Garth Tune, Neil Watson 3 min 43 s 53        | Algérie Naoufel Benabid, Sofiane Daid, Ryad Djendouci, Nabil Kebbab 3 min 50 s 07     | Égypte Mohamed Khaled Hussein, Ahmed Kamal El Din, Marwan Osman, Shehab Younis 3 min 50 s 87         |
| Nage en eau libre      |                                                                                             |                                                                                       | |
| 5 km nage en eau libre | Hadeil Mohamed                                                                              | Daniel Marais                                                                         | Abdul-Malick Railoun                                                                                 |

### Femmes
| Épreuves               | Or                                                                                              | Argent                                                                                 | Bronze                                                                                                |
| Nage libre             | Nage libre                                                                                      | Nage libre                                                                             | Nage libre                                                                                            |
| ---------------------- | ----------------------------------------------------------------------------------------------- | -------------------------------------------------------------------------------------- | --- |
| 50 m                   | Karin Prinsloo 26 s 31                                                                          | Farida Osman 26 s 72                                                                   | Chanelle van Wyk 26 s 76                                                                              |
| 100 m                  | Karin Prinsloo 56 s 40                                                                          | Leone Vorster 57 s 50                                                                  | Sara El Bekri 58 s 30                                                                                 |
| 200 m                  | Leone Vorster 2 min 02 s 75                                                                     | Rene Warnes 2 min 04 s 95                                                              | Zeineb Khalfallah 2 min 05 s 09                                                                       |
| 400 m                  | Leone Vorster 4 min 18 s 86                                                                     | Rene Warnes 4 min 19 s 22                                                              | Shahd Mostafa 4 min 25 s 88                                                                           |
| 800 m                  | Kathryn Meaklim 8 min 55 s 12                                                                   | Rene Warnes 8 min 57 s 42                                                              | Malia Meghezzi Bakouche 9 min 06 s 94                                                                 |
| Dos                    |                                                                                                 |                                                                                        | |
| 50 m                   | Chanelle van Wyk 29 s 31                                                                        | Jessica Ashley-Cooper 29 s 90                                                          | Farida Osman 31 s 19                                                                                  |
| 100 m                  | Chanelle van Wyk 1 min 02 s 32                                                                  | Jessica Ashley-Cooper 1 min 04 s 15                                                    | Engi El Shazli 1 min 07 s 42                                                                          |
| 200 m                  | Mandy Loots 2 min 15 s 66                                                                       | Jessica Ashley-Cooper 2 min 17 s 28                                                    | Sarra Lajnef 2 min 25 s 04                                                                            |
| Brasse                 |                                                                                                 |                                                                                        | |
| 50 m                   | Sara El Bekri 33 s 04                                                                           | Sarra Lajnef 33 s 67                                                                   | Ronwyn Roper 33 s 79                                                                                  |
| 100 m                  | Sara El Bekri 1 min 10 s 82                                                                     | Sarra Lajnef 1 min 12 s 05                                                             | Kathryn Meaklim 1 min 11 s 12                                                                         |
| 200 m                  | Sarra Lajnef 2 min 32 s 16                                                                      | Sara El Bekri 2 min 32 s 43                                                            | Kathryn Meaklim 2 min 32 s 77                                                                         |
| Papillon               |                                                                                                 |                                                                                        | |
| 50 m                   | Farida Osman 27 s 28                                                                            | Vanessa Mohr 27 s 29                                                                   | Chanelle van Wyk 27 s 59                                                                              |
| 100 m                  | Vanessa Mohr 59 s 72                                                                            | Mandy Loots 59 s 76                                                                    | Farida Osman 1 min 02 s 05                                                                            |
| 200 m                  | Mandy Loots 2 min 11 s 97                                                                       | Bianca Meyer 2 min 18 s 25                                                             | Nesrine Khelifati 2 min 18 s 69                                                                       |
| Quatre nages           |                                                                                                 |                                                                                        | |
| 200 m                  | Mandy Loots 2 min 16 s 77                                                                       | Sarra Lajnef 2 min 20 s 23                                                             | Bianca Meyer 2 min 20 s 52                                                                            |
| 400 m                  | Kathryn Meaklim 4 min 45 s 76                                                                   | Sarra Lajnef 4 min 52 s 53                                                             | Bianca Meyer 4 min 52 s 69                                                                            |
| Relais                 |                                                                                                 |                                                                                        | |
| 4 x 100 m nage libre   | Afrique du Sud Karin Prinsloo, Leone Vorster, Chanelle van Wyk, Mandy Loots 3 min 50 s 15       | Égypte Farida Osman, Mei Atef Mostafa, Rowan Elbadry, Shahd Mostafa 3 min 58 s 02      | Tunisie Sarra Lajnef, Meriem Meddeb, Senda Ayari, Zeineb Khalfallah 3 min 59 s 02                     |
| 4 x 200 m nage libre   | Afrique du Sud Leone Vorster, Kathryn Meaklim, Jessica Ashley-Cooper, Rene Warnes 8 min 27 s 61 | Tunisie Senda Ayari, Sarra Lajnef, Maroua Mathlouthi, Zeineb Khalfallah 8 min 31 s 71  | Algérie Malya Mghezzi Bakhouche, Fella Bennaceur, Lydia Yefsah, Sarah Hadj Abderrahmane 8 min 41 s 58 |
| 4 x 100 m quatre nages | Afrique du Sud Vanessa Mohr, Chanelle van Wyk, Kathryn Meaklim, Karin Prinsloo 4 min 09 s 53    | Maroc Imane Boulaamane, Sara El Bekri, Shahrazad Ramond, Noufissa Chbihi 4 min 22 s 88 | Égypte Engi El Shazli, Mei Atef Mostafa, Farida Osman, Rowan Elbadry 4 min 23 s 38                    |
| Nage en eau libre      |                                                                                                 |                                                                                        | |
| 5 km nage en eau libre | Jessica Roux                                                                                    | Sara El Bekri                                                                          | Malia Meghezzi Bakouche                                                                               |

## Tableau des médailles
| Rang  | Nation         | Or | Argent | Bronze | Total |
| ----- | -------------- | -- | ------ | ------ | ----- |
| 1     | Afrique du Sud | 27 | 15     | 16     | 58    |
| 2     | Tunisie        | 3  | 10     | 5      | 17    |
| 3     | Algérie        | 3  | 4      | 5      | 13    |
| 4     | Kenya          | 3  | 2      | 1      | 6     |
| 5     | Égypte         | 2  | 6      | 12     | 20    |
| 6     | Maroc          | 2  | 3      | 1      | 6     |
| Total | Total          | 40 | 40     | 40     | 120   |